# Józef Kazimierz Orłowski
Józef Kazimierz Orłowski (ur. 17 marca 1862 we Lwowie, zm. 1943 w Chicago) – działacz polonijny, dziennikarz, historyk Polonii amerykańskiej. 

## Życiorys
Studiował prawo na UJ. W latach 1889–1893 wydawca i redaktor "Kuriera Polskiego" w Krakowie. Od 1907 w USA. Od 1917 agent polityczny Ignacego Paderewskiego. W 1922 aktywny w Polsce podczas wyborów parlamentarnych. Autor wielu publikacji związanych z życiem politycznym Polonii w USA. 

## Wybrane publikacje
- Podpory Samorządu : powieść współczesna na tle dziejów galicyjskiego życia narodowego, Milwaukee, Wis.: Nowiny Polskie 1909.
- Polacy pod zaborem austryackim: szkic historyczno-społeczny. [Cz. 1], Chicago: W. Smulski 1910.
- W żelaznych kleszczach : powieść oryginalna w trzech częściach : na tle prawdziwych wydarzeń współczesnej wojny europejskiej, napisał Tomasz Plon [pseud.], Chicago: Pol. Amer. Pub. Co., 1915
- Pułkownik Wolski czyli Udział Polaków w trzech wrogich armiach : opowiadanie z krwawych bojów na ziemiach polskich 1915 i 1916. [Cz. 1], Toledo, Ohio: A. A. Paryski 1917.
- Helena Paderewska: na piętnastolecie Jej pracy narodowej i społecznej 1914-1929, Chicago 1929.
- Ignacy Jan Paderewski i odbudowa Polski, t. 1-2, Chicago 1939-1940.
- Paderewski, Chicago: Carl O. Jevert & Associates 1952.